# Dysnymphus monostigma
Dysnymphus monostigma là một loài bướm đêm trong họ Geometridae.